# Divisiones menores del Independiente Santa Fe
Las Divisiones menores del Independiente Santa Fe son los equipos de reservas, juveniles e infantiles, tanto masculinos como femeninos, que representan al club en los torneos nacionales, departamentales y regionales de categorías inferiores. 
Las divisiones inferiores masculinas, se fundaron en el año 1944, después de la fundación del club el 28 de febrero de 1941; y desde sus inicios han sido muy importantes para el equipo cardenal, ya que de sus inferiores han salido grandes jugadores que han sido importantes tanto para el club, como para el Fútbol Profesional Colombiano, y la Selección Colombia.
Alfonso Cañón, Ernesto Díaz, Carlos "Copetín" Aponte, Jaime Silva, Hernando "Mono" Tovar, Héctor "Zipa" González, Alonso "Cachaco" Rodríguez, James Mina Camacho, Eduardo Niño, Adolfo "Tren" Valencia, Freddy Rincón, Léider Preciado, Agustín Julio, Iván López, Francisco Meza, Camilo Vargas, Juan Daniel Roa, y Daniel Torres entre otros, han sido jugadores de las divisiones menores del club. Los equipos de divisiones menores y las escuelas de formación del club, entrenan en diferentes sedes en la ciudad de Bogotá, y en las ciudades de Cali, Armenia, Sincelejo, y Cúcuta; además de tener sedes en los municipios de Cajicá, Funza, Chía y en el sector de Siberia en el departamento de Cundinamarca.
En la actualidad, sus equipos compiten en la Liga de fútbol de Bogotá, y en los torneos nacionales organizados por la División Aficionada del Fútbol Colombiano. En el mes de mayo de 2017, el equipo sub-20 masculino del Club Independiente Santa Fe disputó el torneo juvenil Blue Stars FIFA Youth Cup en Suiza, dónde consiguieron llegar hasta los cuartos de final. Además, en julio del mismo año, el equipo sub-16 masculino disputó el torneo juvenil Gothia Cup en Suecia, después de haberse consagrado campeones del Torneo Ven y Conoce el Mundo.
A lo largo de los años, el club ha conquistado varios títulos, tanto juveniles como infantiles; varios de ellos de la Liga de fútbol de Bogotá en sus diferentes categorías; además de algunos títulos como la Copa Élite Ciudad de Bogotá, en la que fue campeón en 2014; y la Bogotá Cup International, que ganó en las categorías sub-16 y sub-14 en el año 2017.
Entre sus logros más destacados están dos subcampeonatos en el Torneo Nacional de Reservas y en la Primera C.

## Historia
El Club Independiente Santa Fe, se fundó el día 28 de febrero del año 1941, y desde su creación se promovieron jugadores de Bogotá y de otras regiones de Colombia. 
En el año 1944, nace el club Monaguillos como las inferiores del equipo cardenal. En 1948, Independiente Santa Fe se coronó como el primer campeón del Fútbol Profesional Colombiano, y dentro de la nómina tenía a varios jugadores formados en el club como los bogotanos Luis Alberto "Mono" Rubio y Rafael Valek, y el jugador nacido en Cajicá, Hernando "Tigre" Moyano.
En 1952, Santa Fe pasaba por problemas económicos, y la junta directiva del club determinó acabar con las divisiones inferiores. Sin embargo, el entrenador Jorge El gringo Peñaranda preservó al equipo, y lo llevó a ganar varios campeonatos juveniles. Gracias a esos éxitos, Santa Fe volvió a incluir a Monaguillos como uno de sus equipos juveniles. En aquellos años, se promovieron varios jugadores al equipo profesional, y varios de ellos fueron de gran importancia para conseguir los títulos de 1958, y de 1960. Entre esos jugadores, destacaron los defensores Carlos Rodríguez, Carlos "Copetín" Aponte, y César Álvarez, los volantes Jaime Silva y Hernando "Mono" Tovar, además de los delanteros Héctor "Zipa" González, Mario Bustamante, Norberto "Gallito" Hernández, Miguel "Pecas" Vega, Víctor Vega y Edilberto "Bogotá" González.
A finales de la década de 1950, más precisamente en 1959, se vinculó al club el señor Alfonso Sepúlveda, un gran entrenador y cazatalentos que trajo grandes jugadores a las inferiores del club a muy corta edad. Varios de esos jugadores, se consolidaron en el equipo profesional, y ayudaron para que Santa Fe ganara los títulos de 1966, 1971 y 1975. En 1966, el entrenador colombiano Gabriel "El Médico" Ochoa Uribe, sacó campeón al equipo cardenal con una nómina con varios canteranos como los ya mencionados Carlos Rodríguez, y Carlos "Copetín" Aponte, además de otros jugadores históricos como Alfonso Cañón, Efraín "Pastusito" Castillo, y Alonso "Cachaco" Rodríguez; y también contaba con otros jugadores salidos de las inferiores como Germán Ávila, Justiniano Montaña, Aníbal Niño, Rodrigo Miranda, Enrique "Papitas" Garzón, Gilberto Carrión, Gabriel Quiroga, Juan Torres, Daniel Montenegro y Hugo Román. Además, al año siguiente, en 1967, en la Copa Libertadores destacaron canteranos como Alfonso Cañón y Hernando Piñeros.
A mediados de la década de 1960, don Alfonso Sepúlveda descubrió y trajo a las inferiores del club a grandes jugadores como 
Ernesto "Teto" Díaz, Domingo "Tumaco" González, y Luis Alberto Montaño, quienes fueron campeones en 1971 junto a otros canteranos como Jaime "Flaco" Rodríguez, Leonidas Aguirre, Luis Augusto García, Bernardo Chía, Heliodoro Vásquez, José Miguel Cañón, Vicente Revellón, y José de los Santos Romero, entre otros En ese año, la figura del equipo, fue el bogotano Alfonso Cañón.
En 1975, Santa Fe se coronó campeón del Fútbol Profesional Colombiano por sexta vez en su historia, y entre las figuras destacaron los canteranos Alfonso Cañón, Ernesto "Teto" Díaz, Alonso "Cachaco" Rodríguez, Luis Alberto Montaño y Moisés Pachón. Además, la nómina campeona tenía más canteranos como Bernardo Chía, Heliodoro Vásquez, Hernando Piñeros, James Mina Camacho, Germán "Basílico" González y José de los Santos Romero. En ese mismo año, Colombia fue subcampeón de la Copa América, y en la nómina destacaron jugadores como Ernesto "Teto" Díaz, y Alfonso Cañón.
En las décadas de 1980, y 1990, se destacaron en el equipo canteranos como Adolfo "Tren" Valencia, Freddy Rincón, James Mina Camacho, Eduardo Niño, William "Palmero" Morales, Hernando Cuero, Léider Preciado, Roberto Alfonso Cañón, Agustín Julio, Iván López, Nelson "Rolo" Flórez, Francisco Wittingham y Wilson Gutiérrez. Jugadores como Adolfo "Tren" Valencia, Freddy Rincón, Eduardo Niño, William "Palmero" Morales, Hernando Cuero, y Roberto Alfonso Cañón fueron importantes para el título de la Copa Colombia en 1989. Los jugadores Adolfo "Tren" Valencia y Freddy Rincón, formaron parte de la gran Selección Colombia que jugó 3 Copas Mundiales de Fútbol.
A principios del Siglo 21, destacaron canteranos en el equipo profesional como los ya mencionados Léider Preciado, Agustín Julio, e Iván López, además de Aldo Leão Ramírez, Francisco "Pacho" Delgado, Emmanuel Acosta, Jairo Suárez, Francisco Nájera, Pablo Pachón, Juan Carlos Toja y Pedro Portocarrero. 
En el año 2009, Santa Fe ganó la segunda Copa Colombia de su historia, y entre las figuras estuvieron Agustín Julio, Jairo Suárez, Francisco "Pacho" Delgado, Mario Alejandro González, y Mario Efrain Gómez. 
En el 2012, Independiente Santa Fe se coronó campeón por séptima vez en su historia, después de 36 años y medio sin ganar un título. De esa nómina campeona, destacaron los canteranos Camilo Vargas, Francisco Meza, Julián Quiñones, Juan Daniel Roa, Daniel Torres, Hugo Acosta, Mario Gómez, Óscar Rodas,  Héctor Urrego, quienes de la mano del jugador y técnico, nacido y forjado en las toldas cardenales Wilson Gutiérrez, ganaron el ansiado título. Al año siguiente, en 2013, se ganó la Superliga de Colombia, y se llegó hasta semifinales en la Copa Libertadores con estos mismos jugadores como protagonistas. 
A finales del año 2014, el equipo cardenal ganó su octavo título de campeón del Fútbol Profesional Colombiano, y entre las figuras estuvieron Camilo Vargas, Francisco Meza, Juan Daniel Roa y Daniel Torres´. Además el equipo tenía otros canteranos como Héctor Urrego, Ricardo Villarraga, Sebastián Salazar, Darío Rodríguez y Jhon Fredy Miranda. El 2015, también fue un gran año para Santa Fe, ya que ganó nuevamente una Superliga, y se ganó por primera vez un título continental; la Copa Sudamericana. Las figuras del equipo, fueron Francisco Meza, Juan Daniel Roa y Daniel Torres; además hubo otros canteranos en la nómina campeona como los ya nombrados Héctor Urrego, Ricardo Villarraga, Sebastián Salazar, Darío Rodríguez y Jhon Fredy Miranda, además de Almir Soto, Juan Manuel Leyton, Yilmar Mosquera y Jordy Monroy entre otros.
En el final del año 2016, el equipo de la ciudad de Bogotá ganó su primer título intercontinental, la Copa Suruga Bank y su noveno título a nivel local. Dentro de la nómina, se destacaron los canteranos Héctor Urrego, Sebastián Salazar, y Juan Daniel Roa; y además estuvieron otros jugadores de la cantera como Yilmar Mosquera, Yamith Cuesta.

## Jugadores Importantes
De las divisiones inferiores de Independiente Santa Fe, han salido varios jugadores que han sido figuras e ídolos del club, y también han hecho parte importante del Fútbol Profesional Colombiano, y de la Selección Colombia. Entre los destacados, están: 
- Alfonso Cañón. (1964-1976) y (1981). Campeón en 1966, 1971 y en 1975. Considerado el mejor jugador de la historia de Santa Fe, el mejor futbolista bogotano, y uno de los mejores en la historia del Fútbol Profesional Colombiano; Alfonso es el máximo goleador de la historia del club con 146 goles, y el jugador con más partidos disputados, con 505 encuentros. También, fue tricampeón con el equipo cardenal, luego de ganar los campeonatos de 1966, 1971 y de 1975. Sus grandes partidos con el club, hicieron que fuera llamado varias veces a la Selección Colombia; con la que jugó varios partidos entre ellos algunos de la Copa América de 1975, cuándo Colombia quedó subcampeón. Destacaba por su personalidad, su gran talento, y su amor a la camiseta. Es considerado el máximo ídolo de Santa Fe.[28][29][30][31]

- Ernesto "Teto" Díaz. (1971-1975), (1977-1979) y (1984-1986). Campeón en 1971 y en 1975. Ernesto es considerado uno de los mejores jugadores en la historia del club, uno de los mejores futbolistas bogotanos, y uno de los mejores delanteros en la historia del Fútbol Profesional Colombiano, y de la Selección Colombia. Con Santa Fe, tuvo sus mejores partidos, y marcó varios goles importantes. Fue el primer jugador colombiano en ir a jugar al fútbol de Europa, y además fue una de las figuras de la Selección Colombia en su época. Con la selección, fue importante en la Copa América de 1975, en la que lideró al equipo hasta la final, y quedó de goleador. Se destacaba por su velocidad, su capacidad goleadora, y su amor hacia la camiseta cardenal.[32][33][31]

- Adolfo "Tren" Valencia. (1988-1993), (1995-1996) y (2002). Campeón de la Copa Colombia en 1989. Ídolo y figura del equipo cardenal entre el final de la década de 1980, y principios de la década de 1990. Con la camiseta de Santa Fe, jugó grandes partidos, entre ellos el histórico Clásico bogotano en el que el equipo cardenal le ganó 7-3 a Millonarios. Fue campeón de Copa Colombia en 1989, y fue la gran figura del equipo en su época. Además, se destacó en el Bayern de Múnich, de Alemania, el América de Cali, y en la Selección Colombia. Hizo parte de la gran generación de futbolistas colombianos en la década de 1990. Con la selección, jugó en la Copa Mundial de Fútbol de 1994, y la Copa Mundial de Fútbol de 1998. Considerado uno de los mejores delanteros en la historia del Fútbol Profesional Colombiano, y de la Selección Colombia. Destacó por sus goles, su velocidad y sus ganas a la hora de jugar.[28][34][35]

- Freddy Rincón. (1987-1989). Campeón de la Copa Colombia en 1989. Considerado uno de los mejores jugadores en la historia del Fútbol Profesional Colombiano, y de la Selección Colombia; Freddy se destacó en sus inicios en Santa Fe, club del cual se convirtió en figura. Fue campeón de la Copa Colombia en 1989. Al igual que Adolfo "Tren" Valencia, hizo parte de la gran generación de futbolistas colombianos en la década de 1990. Además, fue figura del América de Cali, S.S.C. Nápoles, de Italia, Corinthians y el Palmeiras, de Brasil, y de la Selección Colombia. Con la selección jugó en la Copa Mundial de Fútbol de 1990, la Copa Mundial de Fútbol de 1994 y la Copa Mundial de Fútbol de 1998. Destacaba por su gran habilidad, su visión y su media distancia.[36][37][38]

- Léider Preciado. (1995-1998), (2000-2001), (2004-2005), (2006-2008) y (2011). Uno de los grandes ídolos de la hinchada santafereña, Léider es el segundo máximo goleador histórico de Santa Fe, y el máximo goleador del Clásico bogotano, con 15 goles. Con el equipo cardenal, se destacó por sus grandes partidos, y sus memorables goles. Además hizo parte de la Selección Colombia, en varias ocasiones y jugó la Copa Mundial de Fútbol de 1998; torneo en donde anotó un gol. Es considerado uno de los mejores jugadores de la historia del club, y de los mejores delanteros del Fútbol Profesional Colombiano, en los últimos tiempos.[39][40][41]

- Carlos "Copetín" Aponte. (1958) y (1960-1966). Campeón en 1958, 1960 y en 1966. El jugador boyacense, es considerado uno de los mejores laterales de la historia del club. Con Santa Fe, fue tricampeón del Fútbol Profesional Colombiano tras haber ganado los títulos de 1958, 1960 y de 1966. Destacó por ser un jugador hábil, rápido y con muchas ganas a la hora de jugar. Sus grandes partidos con el equipo cardenal, hicieron que fuera parte de la Selección Colombia; con la que tuvo el honor de hacer parte de la primera nómina mundialista del país en la Copa Mundial de Fútbol de 1962.[39][42]

- Carlos Rodríguez. (1956-1966). Campeón en 1958, 1960 y en 1966. Es considerado uno de los mejores defensores de la historia del club. Además, fue el capitán del equipo por muchos años. Se destacó por ser un gran marcador, que era rendidor, y tenía ganas y amor a la camiseta. Con Santa Fe, fue tricampeón del Fútbol Profesional Colombiano tras haber ganado los títulos de 1958, 1960 y de 1966.[43][44]

- Jaime Silva. (1954-1966). Campeón en 1958, y en 1960. El volante bogotano, es considerado uno de los mejores jugadores en su posición, en la historia del equipo cardenal. Con Santa Fe, fue campeón del Fútbol Profesional Colombiano en 2 oportunidades; en 1958, y en 1960. Destacó por su buena condición técnica, su temperamento, y su amor hacia la camiseta. Además, jugó varias veces con la camiseta de la Selección Colombia, y tuvo el honor de hacer parte de la primera nómina mundialista del país, cuándo jugó en la Copa Mundial de Fútbol de 1962.[45][46]

- Hernando "Mono" Tovar. (1954-1965). Campeón en 1958, y en 1960. Uno de los mejores volantes en la historia del club, por sus grandes partidos y sus habilidades dentro del campo. Destacó por ser un jugador técnico, y con amor por los colores. Con Santa Fe, fue campeón del Fútbol Profesional Colombiano en el año 1958, y en 1960. Además, hizo parte de la primera nómina de Colombia, en un mundial; cuándo fue a la Copa Mundial de Fútbol de 1962.[47][48][49]

- Héctor "Zipa" González. (1959-1965). Campeón en 1960. Considerado uno de los mejores delanteros en la historia del club, y de los mejores de su época en el Fútbol Profesional Colombiano. Con Santa Fe, fue figura, goleador; y campeón en 1960. También fue un jugador importante para la Colombia, a la que ayudó a clasificar a su primer Mundial. Además, tuvo el honor de hacer parte de la primera nómina mundialista del país en la Copa Mundial de Fútbol de 1962, en Chile. Destacó por ser un auténtico goleador, además de un jugador recursivo y con ganas a la hora de jugar.[36][50]

- Hernando Piñeros. (1964-1965), (1967) y (1975). Campeón en 1975. Un muy buen delantero, que destacó por ser muy potente, tener una gran precisión, y tener una gran media distancia. Fue campeón con Santa Fe en el año 1975, y fue una de las figuras del equipo en el campeonato. Considerado uno de los mejores jugadores en su puesto en la historia del club.[45][51]

- Alonso "Cachaco" Rodríguez. (1964-1968) y (1973-1977). Campeón en 1966 y en 1975. Uno de los mejores defensores de la historia del club, que se destacó por ser rendidor, y por su amor a la camiseta. Con Santa Fe, fue campeón 2 veces; en 1966 y en 1975.[43][52]

- Moisés Pachón. (1974-1979) y (1985-1987). Campeón en 1975. El bogotano, es considerado uno de los mejores laterales en la historia del club. Con Santa Fe, ganó el título del año 1975. Además destacó en el Deportivo Cali y en la Colombia.[53][54]

- James Mina Camacho. (1973-1975) y (1977-1984). Campeón en 1975. James es considerado uno de los mejores arqueros de la historia del club, y uno de los mejores jugadores en su puesto de su época. Con Santa Fe, fue figura e ídolo, y además fue campeón en 1975. Sus grandes partidos y sus grandes atajadas, hicieron que fuera llamado a la Colombia, con la que jugó en la Copa América de 1983.[55][56]

- William "Palmero" Morales. (1981-1994). Campeón de Copa Colombia en 1989. Uno de los mejores defensores que ha tenido el club en su historia. En su época, fue uno de los mejores jugadores en su puesto del país. Con Santa Fe, fue figura, ídolo de la hinchada y capitán del equipo por varios años. Destacó por su habilidad en la marca, su técnica, su salida por el costado izquierdo, y su amor hacia la camiseta. Sus grandes partidos hicieron que fuera llamado a la Selección Colombia.[57][58]

- Eduardo Niño. (1985-1990). Campeón de Copa Colombia en 1989. Uno de los mejores arqueros colombianos de la historia del club. Con Santa Fe, tuvo grandes partidos, y fue figura del equipo; por lo que fue llamado varias veces a la Selección Colombia, con la que jugó en la Copa Mundial de Fútbol de 1990 en Italia. En su época, fue uno de los mejores arqueros del Fútbol Profesional Colombiano.[57][59]

- Iván López. (1996-2002) y (2004). Un gran lateral, que se destacó en Santa Fe por su buena habilidad para marcar, para llegar al arco rival, por su técnica, y sus ganas a la hora de jugar. Con el equipo cardenal, jugó grandes partidos, por lo que fue llamado a jugar a la Selección Colombia, con la que jugó la Copa América del 2001, ayudando a Colombia a ser campeón de un torneo continental por primera vez en su historia.[60][61]

- Agustín Julio. (1995-1999), (2001), (2003-2004) y (2008-2011). Campeón de Copa Colombia en el año 2009. Uno de los grandes ídolos de la hinchada santafereña, debutó y se retiró jugando en Santa Fe. Con el equipo cardenal, jugó en varias etapas, siendo siempre una de las figuras del equipo. Sus grandes partidos, y sus grandes atajadas hicieron que lo llamaran varias veces a la  Selección Colombia. Fue campeón de la Copa Colombia, siendo la figura de la final. Actualmente, y desde principios del 2012, es el gerente deportivo del club. Uno de los mejores arqueros en su época.[60][62]

- Camilo Vargas. (2007-2014). Campeón del Fútbol Profesional Colombiano en 2012, y en 2014. Además, fue campeón de Copa Colombia en el año 2009, y campeón de la Superliga de Colombia en el 2013 y en el 2015. Gran arquero nacido en Bogotá, que fue figura e ídolo del equipo por varios años. Sus grandes atajadas y sus muy buenos partidos con Santa Fe, hicieron que fuera llamado a jugar a la Selección Colombia, con la que estuvo en la Copa Mundial de Fútbol de 2014. Uno de los mejores arqueros del Fútbol Profesional Colombiano en los últimos tiempos.[63][64]

- Francisco Meza. (2011-2015).  Campeón del Fútbol Profesional Colombiano en 2012, y 2014. Campeón de la Copa Sudamericana en el año 2015 y además ganó los títulos de Superliga en el 2013 y en el 2015. Uno de los mejores defensores de la historia del club. Con Santa Fe, el barranquillero tuvo grandes partidos y mostró su amor a la camiseta, y sus buenas habilidades para defender, convirtiéndose en una de las figuras del equipo y de los ídolos de la hinchada. Sus muy buenos partidos con la camiseta del equipo cardenal, hizo que fuera llamado a la Selección Colombia. Uno de los mejores jugadores en su posición que ha habido en el Fútbol Profesional Colombiano en los últimos tiempos.[65][66]

- Daniel Torres. (2007-2010) y (2012-2015). Campeón del Fútbol Profesional Colombiano en 2012, y 2014. Además, fue campeón Copa Colombia en 2009, y ganó 2 títulos de Superliga en el 2013 y en el 2015. Uno de los mejores jugadores en su posición en los últimos tiempos en el Fútbol Profesional Colombiano, Daniel se destacó en Santa Fe por su amor a la camiseta, sus labores defensivas y su regularidad. Fue una de las figuras del equipo y uno de los ídolos de la hinchada. El volante cundinamarqués ha sido llamado varias veces a la Selección Colombia, con la que jugó la Copa América Centenario.[67][24]

- Juan Daniel Roa. (2010-Actualidad). Campeón 3 veces del Fútbol Profesional Colombiano en 2012, 2014 y en 2016. Además, campeón de la Copa Sudamericana en el año 2015, de la Copa Suruga Bank en 2016 y de Superliga en el 2013, 2015 y 2017. Volante bogotano, que ha destacado por sus ganas a la hora de jugar, además de su habilidad, su técnica, y su buen juego tanto en la defensa como en el ataque. Con Santa Fe, ha sido una de las figuras del equipo y uno de los ídolos de la hinchada.[24][27]

## Jugadores
A continuación se muestran algunos de los muchos jugadores que han sido formados y salieron de las divisiones inferiores de Independiente Santa Fe.  

### Arqueros
- Agustín Julio. (1995-1999), (2001), (2003-2004) y (2008-2011). Campeón de la Copa Colombia en el 2009. Convocado varias veces a la Selección Colombia.[60][62]

- Camilo Vargas. (2007-2014). Campeón del Fútbol Profesional Colombiano en 2012, y en 2014. Además, fue campeón de Copa Colombia en el año 2009, y campeón de la Superliga de Colombia en el 2013 y en el 2015. Ha sido llamado varias veces a jugar a la Selección Colombia, con la que estuvo en la Copa Mundial de Fútbol de 2014.[63][64]

- James Mina Camacho. (1973-1975) y (1977-1984). Campeón en 1975. Fue habitual en las convocatorias de la Selección Colombia, con la que jugó en la Copa América de 1983.[55][56]

- Eduardo Niño. (1985-1990). Campeón de Copa Colombia en 1989. Fue llamado varias veces a la Selección Colombia, con la que jugó en la Copa Mundial de Fútbol de 1990 en Italia.[57][59]

- Justiniano Montaña. (1961-1966). Campeón en el año 1966.[55]

- Juan Manuel Leyton. (2010-2014) y (2015). Campeón del Fútbol Profesional Colombiano en 2012, y 2014. Campeón de la Copa Sudamericana en el año 2015 y además estuvo en los títulos de Superliga en el 2013 y en el 2015.[24]

- Yilmar Mosquera. (2015-2016). Campeón del Fútbol Profesional Colombiano en 2016, y de Copa Sudamericana en el 2015.[27]

- Juan Pablo Ramírez. (1999-2003). Arquero que debutó en Santa Fe, y destacó en el Deportivo Cali.

- Mauricio Acosta. (2007) y (2009-2010). Estuvo en la nómina campeona de Copa Colombia en el año 2009.[68]

### Defensores
- Alonso "Cachaco" Rodríguez. (1964-1968) y (1973-1977). Campeón en 1966 y en 1975. Uno de los mejores defensores de la historia del club, que se destacó por ser rendidor, y por su amor a la camiseta.[43][52]

- Francisco "Pacho" Meza. (2011-2015).  Campeón del Fútbol Profesional Colombiano en 2012, y 2014. Campeón de la Copa Sudamericana en el año 2015 y además ganó los títulos de Superliga en el 2013 y en el 2015. Ha sido llamado a la Selección Colombia.[65][66]

- Carlos Rodríguez
- Moisés Pachón
- Carlos "Copetín" Aponte
- Germán "Basílico" González
- Wilson Gutiérrez
- Bernardo Chía
- William "Palmero" Morales
- Heliodoro Vásquez
- Héctor Urrego
- Jairo Suárez
- Hugo Alejandro Acosta
- Hernando Cuero
- Luis Alberto "Mono" Rubio
- Efraín "Pastusito" Castillo
- Iván López
- Hernando "El Tigre" Moyano
- Francisco "Pacho" Delgado
- Jaime "Flaco" Rodríguez
- Arturo Boyacá
- Ricardo Villarraga
- Julián Alveiro Quiñones
- Pablo Pachón
- Emmanuel Acosta
- Nelson "Rolo" Flórez
- Yamith Cuesta
- Alejandro Zea
- Grigori Méndez
- Jordy Joao Monroy
- Leonidas Aguirre
- Francisco Nájera
- Pedro "Pepe" Portocarrero
- Manuel Santos Arboleda
- Elvis González
- Elvis Mosquera
- Jhon Chaverra
- Mateo Biojo
- Robert Jiménez
- Yedinson Palacios
- Ronny Bello
- Nectalí Vizcaíno
- Cesar William Giedelmann
- Dixon Rentería

### Mediocampistas
- Alfonso "El Maestrico" Cañón
- Jaime Silva
- Hernando "El Mono" Tovar
- Freddy Rincón
- Daniel Alejandro Torres
- Juan Daniel Roa
- Rafael Valek
- Domingo "Tumaco" González
- Luis Alberto Montaño
- Almir Soto
- Sebastián Salazar
- Mario Alejandro González
- Mario Efrain Gómez
- Óscar Rodas
- Stalin Motta
- Osneider Álvarez
- Alejandro Miguel Galindo
- Roberto Alfonso Cañón
- Harold Rivera
- Juan Carlos Toja
- Luis Augusto "Chiqui" García
- Aldo Leão Ramírez
- Norbey Salazar
- Héctor Salgado
- Misael Camargo
- Jhon Velásquez
- John López
- Édgar Ramos
- Jorge Herrera
- Carlos Mario Polo
- Jorge Obregón
- Juan Sebastián Hernández
- Cristian Camilo Álvarez
- Andrés Angulo
- Bryan Alberto Rebellón
- Martín Edwin García
- Carlos Francisco Serrano

### Delanteros
- Léider Calimenio Preciado
- Adolfo "Tren" Valencia
- Ernesto "Teto" Díaz
- Héctor "Zipa" González
- Hernando Piñeros
- Francisco "Pacho" Wittingham
- Norberto "Gallito" Hernández
- José Miguel Cañón
- Mario Bustamante
- Darío Rodríguez
- Jhon Fredy Miranda
- Antony Otero
- Yair Arboleda
- Misael Camargo
- José Adolfo "El trencito" Valencia
- Germán González
- José Largacha
- Óscar Rueda
- Fabián Fonseca

## Actualidad
Independiente Santa Fe, desde los días de su fundación, ha sido referente del fútbol colombiano por su búsqueda y formación de jugadores de alta competencia, canteranos cardenales que han sido partícipes y protagonistas de la historia del club bogotano, y de selecciones de Bogotá y de Colombia.
Prueba del buen trabajo de sus inferiores son los títulos de campeón del Apertura 2012 y de la Superliga 2013 del primer equipo: Camilo Vargas, Julián Quiñones, Juan Daniel Roa, Daniel Torres, Héctor Urrego, Hugo Acosta, Mario Gómez y Óscar Rodas son canteranos protagonistas, quienes de la mano del jugador y técnico, nacido y forjado en las toldas cardenales Wilson Gutiérrez, ganaron esos torneos.

## Datos del equipo
- Participaciones nacionales:
  - En Torneo de Reservas:
  - En Primera C:
  - En Campeonato Juvenil:
  - En Campeonato Pre-juvenil:
- Mejor puesto:
  - En Torneo de Reservas:
  - En Primera C:
  - En Campeonato Juvenil:
  - En Campeonato Pre-juvenil:
- Peor puesto:

## Equipo Sub-20
Actualizado por última vez el 28 de mayo de 2017
Fuente
(*) Jugadores que también forman parte del equipo profesional.

## Palmarés

### Torneos nacionales oficiales
- Subcampeón del Torneo Nacional de Reservas: 1966
- Subcampeón de la Primera C: 2006
- Subcampeón del Campeonato Prejuvenil: 2014

### Torneos locales
- Copa Metropolitana Sub-20 (1): 2021
- Copa Élite Ciudad de Bogotá (2): 2013 y 2014 (como Tienda Roja)
- Subcampeón de la Copa Élite Ciudad de Bogotá: 2011 y 2014

### Torneos internacionales amistosos
- Cuadrangular Festival de Verano Bogotá Sub-17: 2006.